# جوهر لاما
جوهر لاما هو مقيم في منطقة كوتا تينجي في جوهر، بماليزيا . يقع على ضفاف نهر جوهر. كانت ذات يوم ميناء مزدهر والعاصمة القديمة لسلطنة جوهر.

## تاريخها

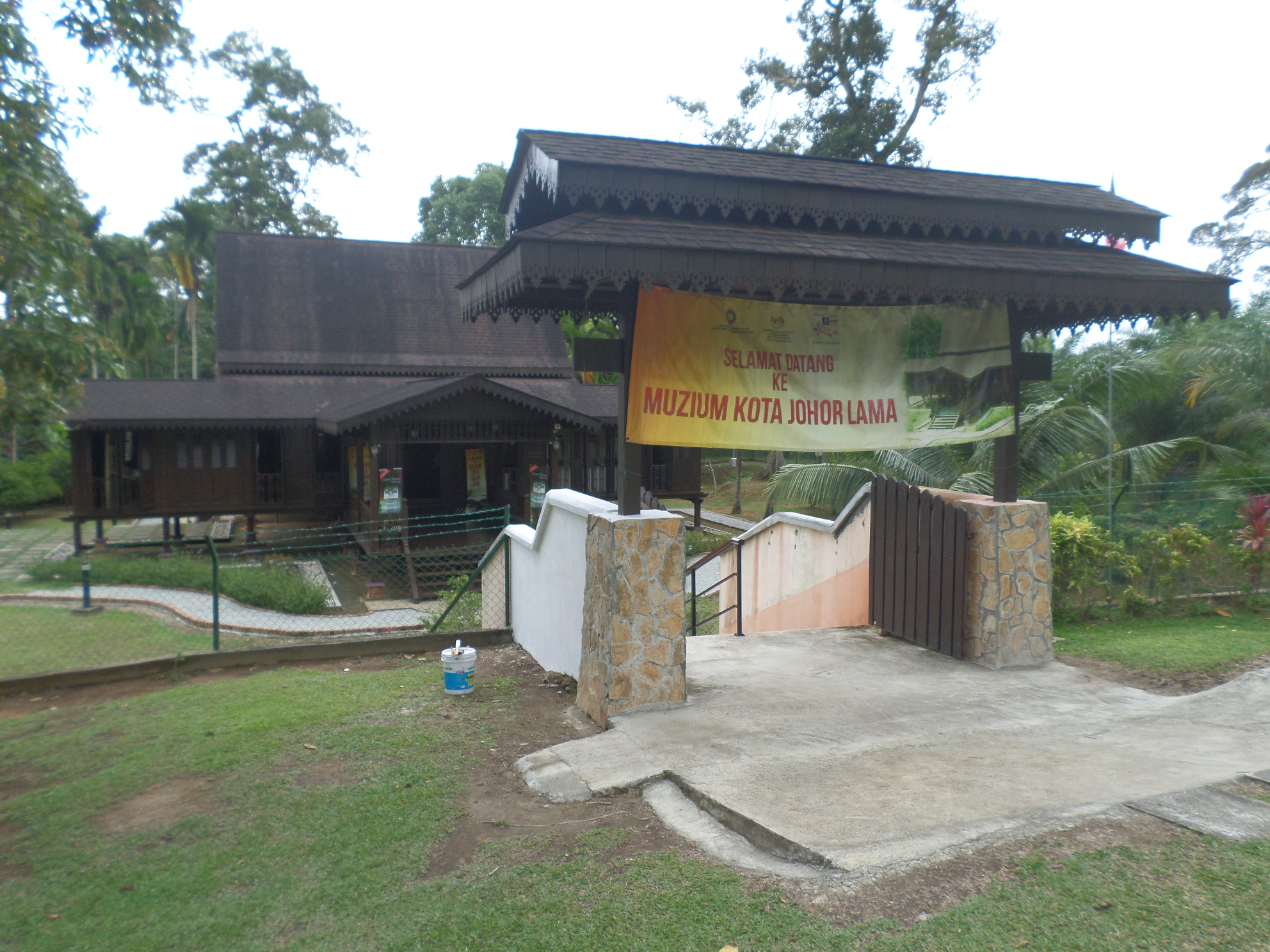
متحف كوتا جوهور لاما، كوتا تينجي، ماليزيا- 2016

تقع جوهر لاما بالقرب من موقع العاصمة السابقة لسلطنة جوهر كوتا باتو، التي أسسها علاء الدين ريات شاه الثاني بعد فترة وجيزة من سقوط سلطنة ملقا عام 1511. لكن احتلت سلطنة آتشيه كوتا باتو وأحرقتها في عام 1564، ونقل علاء الدين عاصمته إلى أتشيه وقُتل هناك. ثم نقلت العاصمة إلى بوكيت سلويوت لبضع سنوات.
في أوائل سبعينيات القرن التاسع عشر، عاد السلطان علي جلا عبد الجليل شاه الثاني إلى منطقة كوتا باتو وأعاد تأسيس العاصمة في جوهر لاما. وأجبر السفن على الذهاب إلى جوهر لاما وهاجم ملقا في يناير 1587. لكن حاصر البرتغاليون نهر جوهر وشنوا هجوم على جوهور لاما. دافع عن المدينة المحصنة 12000 رجل، لكن البرتغاليين انتصروا ودمروا القلعة. ونُقلت العاصمة إلى باتو سوار.
أعيد بناء جوهر لاما في وقت لاحق، ولكن دُمرت مرة أخرى في 1604 من قبل البرتغاليين.